# Hypodryas privata
Hypodryas privata är en fjärilsart som beskrevs av Hermann Stauder 1922. Hypodryas privata ingår i släktet Hypodryas och familjen praktfjärilar. Inga underarter finns listade i Catalogue of Life.